# Bundespräsidentenwahlgesetz 1971
Das Bundespräsidentenwahlgesetz 1971 ist ein österreichisches Bundesgesetz, welches die Voraussetzungen für die Zulassung von Personen zur Bundespräsidentenwahl und den Ablauf der Wahl regelt.

## Bestimmungen

### Allgemeines
Der Bundespräsident wird seit 1951 vom Bundesvolk auf der Grundlage der Verfassungsbestimmung des Art. 60 Bundes-Verfassungsgesetz (B-VG) „auf Grund des gleichen, unmittelbaren, persönlichen, freien und geheimen Wahlrechts der zum Nationalrat wahlberechtigten Männer und Frauen gewählt; stellt sich nur ein Wahlwerber der Wahl, so ist die Wahl in Form einer Abstimmung durchzuführen“ (Abs. 1). Die näheren Bestimmungen sind im gegenständlichen Bundespräsidentenwahlgesetz 1971 geregelt.
Ursprünglich bestand für die Bundespräsidentenwahl in ganz Österreich Wahlpflicht, die Regelung darüber war Ländersache. Nachdem Tirol als letztes Bundesland die Wahlpflicht abgeschafft hat, gibt es erstmals seit der Bundespräsidentenwahl 2010 im gesamten Bundesgebiet keine Verpflichtung mehr.

### Wahlrecht
Aktiv wahlberechtigt ist, wer gemäß § 4 in Verbindung mit Art. 26 Abs. 3 B-VG und §§ 21 bis 25 NRWO auch zur Nationalratswahl aktiv wahlberechtigt ist, das sind alle österreichischen Staatsbürger, die spätestens mit Ablauf des Tages der Wahl das 16. Lebensjahr (vor der Wahlrechtsreform 2011, BGBl. I Nr. 43/2011, 18. Lebensjahr) vollendet haben und nicht durch eine gerichtliche Verurteilung vom Wahlrecht ausgeschlossen sind.
Passiv wahlberechtigt ist, wer gemäß Art. 60 Abs. 3 B-VG und § 6 Abs. 1 BPräsWG „zum Nationalrat wählbar ist und am Wahltag das 35. Lebensjahr vollendet hat.“ Weiters ist nach Art. 60 Abs. 5 B-VG und § 6 Abs. 2 BPräsWG eine Wiederwahl nur einmal für die unmittelbar folgende Funktionsperiode zulässig, das ist eine Amtsdauer von maximal 12 Jahren in einem Stück. Trotz Unklarheit des Gesetzes ist herrschende Lehre, dass nach einer solchen 12-jährigen Amtsdauer (mit je zwei 6-jährigen Funktionsperioden) dieselbe Person eine wieder maximal 12-jährige Amtsdauer nur bekleiden darf, wenn dazwischen zumindest eine (volle, das heißt 6-jährige) Funktionsperiode liegt.
Wahlvorschläge müssen der im Bundesministerium für Inneres angesiedelten Bundeswahlbehörde bis spätestens am 37. Tag vor dem Wahltag bis 17:00 Uhr vorgelegt werden. Den Wahlvorschlägen sind insgesamt 6000 Unterstützungserklärungen anzuschließen. Unterstützungserklärungen können im jeweiligen Gemeindeamt abgegeben werden, allerdings nur für einen Wahlwerber pro Wahlberechtigtem.

### Wahlablauf
Mit der Wahl des Bundespräsidenten darf gemäß § 26 zeitgleich keine andere Wahl oder Volksabstimmung abgehalten werden.
Gewählt ist gemäß Art. 60 Abs. 2 B-VG und gemäß § 17 BPräsWG, wer mehr als die Hälfte aller gültigen Stimmen auf sich vereinigt. Erzielt keiner der Bewerber die notwendige Mehrheit, so ist ein zweiter Wahlgang, die sogenannte Stichwahl, zwischen beiden stimmenstärksten Wahlwerbern aus dem ersten Wahlgang abzuhalten. Tritt hingegen nur ein Bewerber zur Wahl an, so ist diese gemäß Art. 60 Abs. 1 als Abstimmung abzuhalten. Er ist dann gewählt, wenn er in der Wahl nach § 11 Abs. 4 BPräsWG mehr gültige „Ja“- als „Nein“-Stimmen erzielt. Die Wahl ist in beiden Fällen – Stichwahl oder nur ein Bewerber – so oft zu wiederholen, bis ein eindeutiges Mehrheitsergebnis feststeht.
Wurde nach der „unverzüglichen“ Verlautbarung des amtlichen Endergebnisses auf der Amtstafel des Innenministeriums sowie im Internet (§ 21 Abs. 1) keine Wahlanfechtung gemäß § 22 eingebracht (siehe nachstehend) oder, wenn einer solchen vom Verfassungsgerichtshof (VfGH) nicht stattgegeben wurde, hat der Bundeskanzler – im ersten Fall nach der Anfechtungsfrist und im zweiten Fall nach dem Erkenntnis des VfGH – das Ergebnis der Bundespräsidentenwahl unverzüglich im Bundesgesetzblatt für die Republik Österreich kundzumachen.

### Wahlanfechtung
Entsprechend § 21 Abs. 2 BPräsWG kann innerhalb einer Woche vom Tag der Verlautbarung des amtlichen Endergebnisses die Wahlentscheidung der Bundeswahlbehörde nach Abs. 1 (siehe Abschnitt oberhalb) beim Verfassungsgerichtshof angefochten werden, und zwar wegen jeder behaupteten Rechtswidrigkeit des Wahlverfahrens. Die Antragslegitimation liegt beim „zustellungsbevollmächtigten Vertreter eines dem Gesetz entsprechenden Wahlvorschlages (§ 9)“ „Die Anfechtung hat den begründeten Antrag auf Nichtigerklärung des Wahlverfahrens oder eines bestimmten Teiles desselben zu enthalten.“
Der Verfassungsgerichtshof hat längstens vier Wochen nach der Einbringung über die Anfechtung zu entscheiden. Für den Fall, dass vom VfGH innerhalb dieser Frist keine Entscheidung getroffen werden kann, hat der Gesetzgeber zwar keine Vorkehrungen getroffen; der VfGH hat jedoch im August 2014 infolge einer Wahlanfechtung die Europawahl 2014 betreffend, die analoge Frist in § 80 EuWO für sich dahingehend ausgelegt, dass er in einem solchen Fall „gehalten ist, alles daran zu setzen, diese Frist einzuhalten.“
Die Amtszeit eines Bundespräsidenten kann jedoch nicht verlängert werden, sie endet jedenfalls sechs Jahre nach seiner Angelobung, „die Stelle des Bundespräsidenten“ ist sodann „dauernd erledigt“. Im Falle, dass der VfGH die 4-Wochen-Frist überschreitet und er erst nach dem festgeschriebenen Angelobungstermin sein Erkenntnis veröffentlicht, übt bis zur Angelobung eines Bundespräsidenten das Präsidium des Nationalrats als Kollegialorgan vorübergehend „die Funktionen des Bundespräsidenten aus.“ (Art. 64 Abs. 1)

## „Habsburger-Paragraph“

### Geschichtliche Herkunft
Nach dem Ende der Österreichisch-Ungarischen Monarchie, dem Verzicht Kaiser Karls auf die Regierungsgeschäfte und seiner erzwungenen Ausreise aus der neu erschaffenen Ersten Republik Österreich, wurde mit der Stammfassung des Bundes-Verfassungsgesetz von 1920 im Art. 60 Abs. 4 auch der Ausschluss des passiven Wahlrechts zur Bundespräsidentenwahl – bekannt geworden als „der Habsburger-Paragraph“ – eingeführt: „Ausgeschlossen von der Wählbarkeit sind Mitglieder regierender Häuser oder solcher Familien, die ehemals regiert haben.“
Gleichlautend befand sich diese Formulierung bis zum 30. September 2011 in der in beiden Bestimmungen seit 1. Juli 2007 geltenden Fassung in
- Art. 60 Abs. 3 Satz 2 B-VG (seit Inkrafttreten am 11. Dezember 1929; davor in Abs. 4)[1] und
- § 6 Abs. 2 BPräsWG 1971 (seit Inkrafttreten am 25. Februar 1971).[9]

### Hintergrund
Hintergrund war es einen monarchistischen Umsturz über den Weg des Bundespräsidentenamtes zu verhindern, was nach einhelliger Meinung, wie auch der Grünen in ihrem Initiativantrag zur Abschaffung dieser zwei Jahre nach Ende der Monarchie eingeführten Bestimmung, jedenfalls sachlich gerechtfertigt war. Bis zuletzt unklar geblieben ist jedoch was die Gesetzgeber der damaligen Zeit mit der mehrdeutigen Formulierung „… Mitglieder regierender Häuser oder solcher Familien, die ehemals regiert haben“ tatsächlich im Sinn hatten: Wollten sie wirklich nur die Mitglieder des mit der Monarchie untergegangen „Hauses Habsburg“ (also die damals noch lebenden Mitglieder aus der vormals regierenden Kaiserfamilie Habsburg-Lothringen) vom neu geschaffenen republikanischen Bundespräsidentenamt ausschließen? Sollten damit auf alle Zeit überhaupt alle lebenden und künftigen Mitglieder der Familien Habsburg-Lothringen ausgeschlossen werden? Auf wen sollte sich der erstere Formulierungsteil der „Mitglieder regierender Häuser“ beziehen?

### Verfassungsbeschwerde
Im Vorfeld der Bundespräsidentschaftswahl 2010 brachten Ulrich Habsburg-Lothringen, Gemeinderat der Grünen in Wolfsberg, und seine Schwiegertochter, Gabriele Habsburg-Lothringen, im September 2009 eine Beschwerde beim Verfassungsgerichtshof (VfGH) auf Abschaffung des sogenannten „Habsburger-Paragraphen“ ein. Begründet wurde dies von Habsburg-Lothringen damit, dass die Nichtzulassung zur Bundespräsidentenwahl das verfassungsrechtlich gewährleistete Recht auf Gleichheit vor dem Gesetz, das Sachlichkeitsgebot, das Bestimmtheitsgebot und das Recht auf freie und demokratische Wahlen verletzen würde. Als Rechtsvertreter vor dem Verfassungsgerichtshof fungierte der Kärntner Anwalt Rudolf Vouk. Die beiden Beschwerden, die vom VfGH zu einer gemeinsamen Erledigung verbunden wurden, mit Beschluss des VfGH vom 10. Dezember 2009 zurückgewiesen, da eine Anfechtung von Wahlgesetzen nur im Rahmen einer nachträglichen Wahlanfechtung zulässig ist.

### Gesetzesinitiative zur Abschaffung
Im Dezember 2009, noch bevor der Verfassungsgerichtshof über die Beschwerde Habsburg-Lothringens entschieden hatte, kündigte der ehemalige Parteivorsitzende der Grünen, Alexander Van der Bellen, an, einen Antrag auf Aufhebung der diskriminierenden Bestimmungen der Verfassung hinsichtlich der Bundespräsidentschaftswahl einzubringen, was die Grünen mit einem Initiativantrag am 11. Dezember 2009 auch umsetzten. Der Parteiobmann der FPÖ, Heinz-Christian Strache, kündigte an, diesen Vorstoß unterstützen zu wollen.
Im Jänner 2010 kündigte Habsburg-Lothringen an, dass er, dem Beschluss des Verfassungsgerichtshofs folgend, das Ergebnis der Bundespräsidentenwahl anfechten und sich auch an den Europäischen Gerichtshof für Menschenrechte wenden werde, eine tatsächliche Umsetzung seines Vorhabens ist nicht bekannt geworden.
Anfang Februar 2010 sprachen sich sowohl der SPÖ-Bundesgeschäftsführer Günther Kräuter, wie auch Wilhelm Molterer, zu diesem Zeitpunkt Verfassungssprecher der ÖVP, für die Aufhebung des Kandidaturverbots als „nicht mehr zeitgemäß“ aus. Während Molterer sich für eine Aufhebung noch vor dem Wahltermin am 25. April 2010 aussprach, gab Kräuter an, seine Partei wolle erst nach der Bundespräsidentenwahl [2010] darüber entscheiden. Im Zuge der größeren Wahlrechtsreform 2011 beschlossen alle im Nationalrat vertretenen Parteien am 16. Juni 2011 unter vielem anderen auch die Abschaffung der beiden „Habsburger-Paragraphen“. Ein Ausschluss vom passiven Wahlrecht zum Bundespräsidenten, von dem – je nach rechtlicher Auslegung – in erster Linie die Mitglieder der Familie Habsburg-Lothringen betroffen waren, fand nicht mehr statt.
Im Nachhinein wurde Habsburg-Lothringens Initiative als Auslöser angesehen.